# Orazione nell'orto (El Greco Andújar)
L'Orazione nell'orto è un dipinto a olio su tela (169 x 112) del El Greco, eseguita tra il 1597 e 1607, durante il suo ultimo periodo toledano. Si conserva nella Chiesa di Santa Maria Maggiore a Andújar.

## Analisi
Questo argomento è stato ripetuto più volte da El Greco, anche se questa è l'unica tela fatta in formato verticale. Ciò ha consentito al pittore di introdurre alcuni nuovi elementi per dividere la scena. Nella parte superiore c'è Cristo e un angelo, mentre gli apostoli Pietro, Giovanni e Giacomo il Maggiore appaiono nell'angolo in basso, dove si trova  Giuda Iscariota e gli inviati dei farisei.
L'opera ha come suo sfondo buio della notte illuminata solo da una grande luce. Si evidenzia l'atteggiamento reverente di Gesù Cristo e l'angolazione degli apostoli in atteggiamenti molto naturalistici che ricorda il manierismo. Cristo però  segue fedelmente i canoni del simbolismo dell'arte bizantina.